# Mahuva
Mahuva là một thành phố và khu đô thị của quận Bhavnagar thuộc bang Gujarat, Ấn Độ.

## Địa lý
Mahuva có vị trí 21°01′B 73°09′Đ / 21,02°B 73,15°Đ Nó có độ cao trung bình là 23 mét (75 feet).

## Nhân khẩu
Theo điều tra dân số năm 2001 của Ấn Độ, Mahuva có dân số 70.633 người. Phái nam chiếm 51% tổng số dân và phái nữ chiếm 49%. Mahuva có tỷ lệ 67% biết đọc biết viết, cao hơn tỷ lệ trung bình toàn quốc là 59,5%: tỷ lệ cho phái nam là 74%, và tỷ lệ cho phái nữ là 59%. Tại Mahuva, 14% dân số nhỏ hơn 6 tuổi.